# Chùy
Chùy là vũ khí dài có cán dài như thương, nối với một quả hình bầu dục có gai. Có loại chùy cán ngắn hơn. Chùy chủ yếu dùng để hạ gục đói thủ bằng gai, nhưng có nhiều loại dùng sức nặng để hạ đối thủ. Chùy loại này rất nặng nên người dùng phải có sức khỏe tốt. Trong tiểu thuyết Thủy hử có anh hùng Tần Minh và Thang Long thiện nghệ sử dụng chùy. Trong thời Xuân Thu ở Trung Quốc có Tào Mạt dùng chùy đe doạ vua. Thời nhà Đường có Lý Nguyên Bá và Bùi Nguyên Khánh, những người được coi là mãnh tướng khỏe nhất, sử dụng song chùy.